# Michael Berg (Musikwissenschaftler)
Michael Berg (* 7. November 1938 in Leipzig; † 14. September 2019 in Weimar) war ein deutscher Cellist, Dirigent, Musikpädagoge und Musikwissenschaftler.

## Leben
Michael Berg wurde in Leipzig geboren und wuchs in Bautzen auf. Von 1956 bis 1962 studierte er Violoncello an der Hochschule für Musik Franz Liszt Weimar, wo er die Kammermusikklasse von Bruno Hinze-Reinhold besuchte. Anschließend spielte er als stellvertretender Solocellist im Orchester des Kleist-Theaters in Frankfurt (Oder). Seit 1963 wirkte er als Lehrer für Violoncello am Rostocker Konservatorium und am Robert-Schumann-Konservatorium Zwickau. 1967 wechselte er in gleicher Funktion an die Volks-Kunstschule Jena, deren 1. Stellvertretender Direktor er zeitweise war. 1969 begann er eine umfangreiche Tätigkeit als Musikkritiker für Tagespresse und Fachzeitschriften. 1971 wurde er zum Vorsitzenden der Zentralen Fachkommission Violoncello/Kontrabass berufen und erstellte im Auftrag des DDR-Kulturministeriums bis 1977 die Lehrpläne für den Violoncello-Unterricht an den Musikschulen der DDR. Er war Mitglied des Bezirksvorstandes Erfurt/Suhl des Vereins der Komponisten und Musikwissenschaftler der DDR.
Berg promovierte mit einer musiksoziologischen Studie über die Musikkritik in der Tagespresse der Bezirke Erfurt und Suhl des Jahrgangs 1978. Seine Habilitation erfolgte mit einer Untersuchung der Ideen zur Musikkritik in Franz Liszts Weimarer polemischen Schriften. Seit 1986 lehrte er als Professor für Musikwissenschaft an der Hochschule für Musik Franz Liszt Weimar. Nach dem Ende der DDR wurde er 1990 zum ersten Direktor des Instituts für Musikwissenschaft Weimar-Jena berufen. 1994 war er erster Dirigent des neugegründeten Collegium Musicum Weimar.
Bergs Forschungsschwerpunkte lagen auf Musikästhetik und Musikgeschichte, insbesondere der Musik der DDR. 2004 war er Mitbegründer der im Böhlau-Verlag erschienenen Schriftenreihe KlangZeiten. Auch nach seiner Pensionierung unterrichtete Berg weiterhin an der Weimarer Musikhochschule. Seine letzte Vorlesung hielt er 2018.
In einem Nachruf würdigte ihn das Institut für Musikwissenschaft Weimar-Jena: „Seine breit angelegte Forschung und Lehre prägte schon seit den 1980er Jahren mehrere Generationen von Studierenden aus allen Studiengängen der Hochschule für Musik Franz Liszt Weimar und der Friedrich-Schiller-Universität Jena. Neben der Bewältigung der organisatorischen Anforderungen in der Zeit des Umbruchs verdankt ihm das Institut wesentliche Impulse zur Aufarbeitung des Musiklebens in der DDR als Teil einer Allgemeinen Musikgeschichte.“

## Veröffentlichungen
- Musikschaffende. Herausgegeben vom Bezirksverband Erfurt/Suhl im Verband der Komponisten und Musikwissenschaftler der DDR in Zusammenarbeit mit den Räten der Bezirke Erfurt und Suhl, Abteilung Kultur (Redaktion: Michael Berg, Hannelore Felix, Helmuth Rudloff, Gerhard Schmidt), Erfurt und Suhl 1981.
- Bruno Hinze-Reinhold: Lebenserinnerungen, ausgewählt und herausgegeben von Michael Berg, Weimar 1997.
- Michael Berg: Materialien zur Musikgeschichte der DDR, Weimar und Jena 2001.
- Michael Berg, Rainer Kleinertz, Ulrich Steltner und Ulrich Zwiener: Europäisches Ereignis Kreutzer-Sonate: Beethoven–Tolstoi–Janáček, Jena und Erlangen 2004.
- Zwischen Macht und Freiheit. Neue Musik in der DDR (= KlangZeiten 1), hrsg. von Michael Berg, Nina Noeske und Albrecht von Massow, Köln 2004.
- Die unerträgliche Leichtigkeit der Kunst. Ästhetisches und politisches Handeln in der DDR (= KlangZeiten 2), hrsg. von Knut Holtsträter, Michael Berg und Albrecht von Massow, Köln 2007.